# Joe Spinks
Joseph "Joe" Spinks (20 juni 1972) is een Amerikaans-Nederlands voormalig professioneel basketballer en coach die van 1998 tot 2006 speelde voor ABC Amsterdam en daarna twee jaar coach was van het team. In zijn carrière stapelde Spinks prijzen op met Amsterdam: hij won het landskampioenschap zes keer terwijl hij ook individueel in de prijzen viel: hij werd twee keer verkozen tot Eredivisie MVP.

## Erelijst

### Club
ABC Amsterdam
- Eredivisie (7): 1998–99, 1999–00, 2000–01, 2001–02, 2004–05, 2007–08, 2008-09
- NBB-Beker (3): 1998-99, 2003–04, 2005–06

### Individueel
ABC Amsterdam
- Eredivisie MVP (2): 1999–00, 2002–03
- DBL All-Star Team (4): 2000, 2001, 2003, 2004
- DBL Playoffs MVP: (1) 2005
- FEB Cup MVP (1): 2003
- All-Star (2): 2000, 2001